# Watzmann
Il Watzmann (2.713 m s.l.m.) è una montagna delle Alpi Settentrionali Salisburghesi nelle Alpi di Berchtesgaden.
Si trova in Germania (Baviera).
È formata da tre cime: Watzmann Jungfrau, Watzmannkinder e Großer Watzmann.

## Nella cultura di massa
Dal monte Watzmann prende il nome la serie televisiva poliziesca, ambientata a Berchtesgaden, Watzmann ermittelt.